# Tetoiu
Tetoiu – wieś w Rumunii, w okręgu Vâlcea, w gminie Tetoiu. W 2011 roku liczyła 738 mieszkańców.